# Odile de Roubin
Pour les articles homonymes, voir Roubin.
Odile de Roubin, née le 28 septembre 1948, est une joueuse de tennis française, professionnelle entre 1968 et 1976.
Elle est responsable du programme avenir national à la Fédération française de tennis depuis 2009.
Après avoir remporté le tournoi de Roland Garros juniors en 1966, elle réalise la meilleure performance de sa carrière en atteignant les quarts de finale des Internationaux de France de tennis 1973 en éliminant successivement Mariana Simionescu (6-4, 6-3), Anna-Maria Nasuelli (6-2, 1-6, 6-2) et la n°3 de l'époque, Virginia Wade (1-6, 6-2, 6-3).
Elle a représenté la France en Coupe de la Fédération entre 1970 et 1974 et elle a participé à deux reprises aux quarts de finale.

## Palmarès

### Finales en simple dames
| No | Date       | Nom et lieu du tournoi                 | Catégorie | Surface      | Vainqueure         | Score          |          |
| -- | ---------- | -------------------------------------- | --------- | ------------ | ------------------ | -------------- | -------- |
| 1  | 20-07-1970 | Trophée Raquette d'Or, Aix-en-Provence |           | Terre (ext.) | Fiorella Bonicelli | 11-9, 4-6, 6-1 | Parcours |
| 2  | 15-07-1971 | Trophée Raquette d'Or, Aix-en-Provence |           | Terre (ext.) | Fiorella Bonicelli | 6-2, 5-7, 8-6  | Parcours |
| 3  | 10-09-1974 | Trophée Raquette d'Or, Aix-en-Provence |           | Terre (ext.) | Gail Sherriff      | 6-4, 6-3       | Parcours |

## Parcours en Grand Chelem (partiel)

### En simple dames
| Année | Championnat d'Australie Open d'Australie | Championnat d'Australie Open d'Australie | Internationaux de France | Internationaux de France | Wimbledon       | Wimbledon        | US National US Open | US National US Open |
| ----- | ---------------------------------------- | ---------------------------------------- | ------------------------ | ------------------------ | --------------- | ---------------- | ------------------- | ------------------- |
| 1966  | -                                        | -                                        | 3e tour (1/16)           | Glenda Swan              | -               | -                | -                   | -                   |
| 1967  | -                                        | -                                        | 2e tour (1/32)           | Donna Floyd              | -               | -                | -                   | -                   |
| 1968  | -                                        | -                                        | 2e tour (1/32)           | Annette Van Zyl          | -               | -                | -                   | -                   |
| 1969  | -                                        | -                                        | 1er tour (1/32)          | Kerstin Seelbach         | -               | -                | -                   | -                   |
| 1970  | -                                        | -                                        | 3e tour (1/8)            | Billie Jean King         | 1er tour (1/64) | Evonne Goolagong | -                   | -                   |
| 1971  | -                                        | -                                        | 1er tour (1/32)          | Marijke Jansen           | 1er tour (1/64) | M. Greenwood     | -                   | -                   |
| 1972  | -                                        | -                                        | 1er tour (1/64)          | F. Bonicelli             | 1er tour (1/64) | Julie Anthony    | -                   | -                   |
| 1973  | -                                        | -                                        | 1/4 de finale            | Françoise Dürr           | 1er tour (1/64) | Pam Teeguarden   | -                   | -                   |
| 1974  | -                                        | -                                        | 1er tour (1/32)          | Dianne Fromholtz         | 1er tour (1/64) | Julie Anthony    | -                   | -                   |
| 1975  | -                                        | -                                        | 3e tour (1/8)            | Éva Szabó                | 2e tour (1/32)  | Michèle Gurdal   | -                   | -                   |
| 1976  | -                                        | -                                        | 1er tour (1/32)          | Cynthia Sieler           | -               | -                | -                   | -                   |

À droite du résultat, l’ultime adversaire.

### En double dames
| Année | Championnat d'Australie Open d'Australie | Championnat d'Australie Open d'Australie | Internationaux de France     | Internationaux de France   | Wimbledon                    | Wimbledon                 | US National US Open | US National US Open |
| ----- | ---------------------------------------- | ---------------------------------------- | ---------------------------- | -------------------------- | ---------------------------- | ------------------------- | ------------------- | ------------------- |
| 1967  | -                                        | -                                        | 1er tour (1/32) Mary Kay     | Glenda Swan Fay Toyne      | -                            | -                         | -                   | -                   |
| 1968  | -                                        | -                                        | 2e tour (1/8) Nicole Niox    | Rosie Casals B. J. King    | -                            | -                         | -                   | -                   |
| 1969  | -                                        | -                                        | 1er tour (1/32) J. Venturino | C. Sandberg M. Forsgardh   | -                            | -                         | -                   | -                   |
| 1970  | -                                        | -                                        | 1er tour (1/32) D. Bouteleux | F. Bonicelli S. Petersen   | -                            | -                         | -                   | -                   |
| 1971  | -                                        | -                                        | 1er tour (1/32) M. Pegel     | Lany Kaligis Lita Liem     | 1er tour (1/32) D. Bouteleux | Esme Emanuel C. Martinez  | -                   | -                   |
| 1972  | -                                        | -                                        | 1er tour (1/16) M. Rodríguez | M. Neumanova V. Kodesova   | 1er tour (1/32) M. Rodríguez | Monica Giorgi A. Nasuelli | -                   | -                   |
| 1973  | -                                        | -                                        | 1er tour (1/16) F. Guedy     | Patti Hogan Sharon Walsh   | 1er tour (1/32) F. Guedy     | K. Ebbinghaus T. Groenman | -                   | -                   |
| 1974  | -                                        | -                                        | 1er tour (1/16) C. Gimmig    | Lany Kaligis Lita Sugiarto | -                            | -                         | -                   | -                   |
| 1975  | -                                        | -                                        | -                            | -                          | 2e tour (1/16) B. Simon      | Laura duPont W. Turnbull  | -                   | -                   |

Sous le résultat, la partenaire ; à droite, l’ultime équipe adverse.

### En double mixte
| Année | Championnat d'Australie Open d'Australie | Championnat d'Australie Open d'Australie | Internationaux de France      | Internationaux de France    | Wimbledon                    | Wimbledon                   | US National US Open | US National US Open |
| ----- | ---------------------------------------- | ---------------------------------------- | ----------------------------- | --------------------------- | ---------------------------- | --------------------------- | ------------------- | ------------------- |
| 1966  | -                                        | -                                        | 1er tour (1/32) Georges Goven | F. Gordigiani Miguel Olvera | -                            | -                           | -                   | -                   |
| 1967  | -                                        | -                                        | 2e tour (1/16) F. Matheu      | T. Groenman Tom Okker       | -                            | -                           | -                   | -                   |
| 1968  | -                                        | -                                        | 1er tour (1/32) W. Gąsiorek   | Fay Toyne Jim Moore         | -                            | -                           | -                   | -                   |
| 1969  | -                                        | -                                        | 2e tour (1/16) Jairo Velasco  | M. Smith Marty Riessen      | -                            | -                           | -                   | -                   |
| 1970  | n/a                                      | n/a                                      | 2e tour (1/16) B. Montrenaud  | Judy Tegart Jim McManus     | 1er tour (1/64) W. Alvarez   | Gail Sherriff R. Carmichael | -                   | -                   |
| 1971  | n/a                                      | n/a                                      | 2e tour (1/16) Sever Muresan  | Lesley Turner Bill Bowrey   | -                            | -                           | -                   | -                   |
| 1972  | n/a                                      | n/a                                      | 1er tour (1/16) T. Bernasconi | P. Teeguarden Thomaz Koch   | 2e tour (1/32) T. Bernasconi | Esme Emanuel Ray Keldie     | -                   | -                   |
| 1974  | n/a                                      | n/a                                      | 2e tour (1/8) J. Chanfreau    | Navrátilová Iván Molina     | -                            | -                           | -                   | -                   |

Sous le résultat, le partenaire ; à droite, l’ultime équipe adverse.

## Parcours en Coupe de la Fédération
| #                                                                             | Date       | Lieu                | Surface      | Gagnante(s)                     | Perdante(s)                        | Score         |          |
|                                                                               |            |                     |              |                                 |                                    |               |          |
| 1970 - 1er tour (groupe mondial) - France - Japon - 2 : 1                     |            |                     |              |                                 |                                    |               |          |
| 1                                                                             | 19/05/1970 | Fribourg-en-Brisgau | Terre (ext.) | Odile de Roubin                 | Kimiyo Hatanaka                    | 6-4, 6-2      | Parcours |
|                                                                               |            |                     |              |                                 |                                    |               |          |
| 1970 - 2e tour (groupe mondial) - Italie - France - 1 : 2                     |            |                     |              |                                 |                                    |               |          |
| 2                                                                             | 20/05/1970 | Fribourg-en-Brisgau | Terre (ext.) | Lea Pericoli                    | Odile de Roubin                    | 6-2, 6-2      | Parcours |
|                                                                               |            |                     |              |                                 |                                    |               |          |
| 1970 - 1/4 de finale (groupe mondial) - Allemagne de l'Ouest - France - 3 : 0 |            |                     |              |                                 |                                    |               |          |
| 3                                                                             | 22/05/1970 | Fribourg-en-Brisgau | Terre (ext.) | Katja Ebbinghaus Helga Schultze | Odile de Roubin Christiane Spinoza | 6-1, 6-4      | Parcours |
|                                                                               |            |                     |              |                                 |                                    |               |          |
| 1973 - 1er tour (groupe mondial) - Pays-Bas - France - 2 : 1                  |            |                     |              |                                 |                                    |               |          |
| 4                                                                             | 01/05/1973 | Bad Homburg         | Terre (ext.) | Odile de Roubin                 | Trudy Groenman                     | 6-2, 6-4      | Parcours |
| 4                                                                             | 01/05/1973 | Bad Homburg         | Terre (ext.) | Marijke Jansen Trudy Groenman   | Odile de Roubin Florence Guedy     | 2-6, 6-0, 6-2 | Parcours |
|                                                                               |            |                     |              |                                 |                                    |               |          |
| 1974 - 1er tour (groupe mondial) - France - Pays-Bas - 2 : 1                  |            |                     |              |                                 |                                    |               |          |
| 5                                                                             | 13/05/1974 | Naples              | Terre (ext.) | Odile de Roubin                 | Elly Appel                         | 6-4, 6-2      | Parcours |
| 5                                                                             | 13/05/1974 | Naples              | Terre (ext.) | Ada Bakker Marijke Jansen       | Odile de Roubin Florence Guedy     | 6-4, 2-6, 6-4 | Parcours |
|                                                                               |            |                     |              |                                 |                                    |               |          |
| 1974 - 2e tour (groupe mondial) - Autriche - France - 0 : 2                   |            |                     |              |                                 |                                    |               |          |
| 6                                                                             | 13/05/1974 | Naples              | Terre (ext.) | Odile de Roubin                 | Veronika Buche                     | 3-6, 6-1, 6-2 | Parcours |
|                                                                               |            |                     |              |                                 |                                    |               |          |
| 1974 - 1/4 de finale (groupe mondial) - France - États-Unis - 0 : 3           |            |                     |              |                                 |                                    |               |          |
| 7                                                                             | 13/05/1974 | Naples              | Terre (ext.) | Jeanne Evert                    | Odile de Roubin                    | 6-3, 6-4      | Parcours |